# Laurent Bruxelles
Pour les articles homonymes, voir Bruxelles (homonymie).
Laurent Bruxelles (né en 1970) est un karstologue et géoarchéologue français membre de l'Inrap. Médaille de bronze du CNRS 2015, il a notamment travaillé à la datation de l'hominidé fossile Little Foot en Afrique du Sud.

## Carrière
Géomorphologue de formation, il s'est spécialisé en géoarchéologie avec une thèse sur l'influence des hommes préhistoriques sur l'évolution du Larzac et a intégré l'Institut national de recherches archéologiques préventives (Inrap) en 2002.
Il a travaillé sur la grotte de Lascaux et celle du Mas d'Azil. En 2007, il a été appelé en Afrique du Sud par le paléoanthropologue Ronald J. Clarke pour dater l'australopithèque fossile Little Foot découvert à Sterkfontein dans les années 1990.
Il a reçu la médaille de bronze du CNRS en 2015 (Institut écologie et environnement).
En 2015, il travaille notamment sur le chantier d'archéologie préventive de la Ligne à grande vitesse Nîmes-Perpignan et en Namibie.